# 萬玘
萬玘（1471年—？），字宗玉，歸德衛軍籍，河南歸德州人，明朝政治人物。

## 生平
弘治十四年（1501年）辛酉科河南鄉試第四十名舉人。正德六年（1511年）中式辛未科會試第二百二十八名，登第三甲第一百七十二名進士。

## 家族
曾祖萬成；祖父萬貴；父萬海，曾任壽官。母吳氏。具慶下。